# Référendums de 2020 au Missouri
Trois référendums ont lieu en 2020 au Missouri, dont un le 4 août et deux le 3 novembre 2020. La population est amenée à se prononcer sur les point suivants :
- Extension de Medicaid ;
- Limitation du nombre de mandats des élus ;
- Redécoupage électoral bipartisan.